# Georg Lempfert

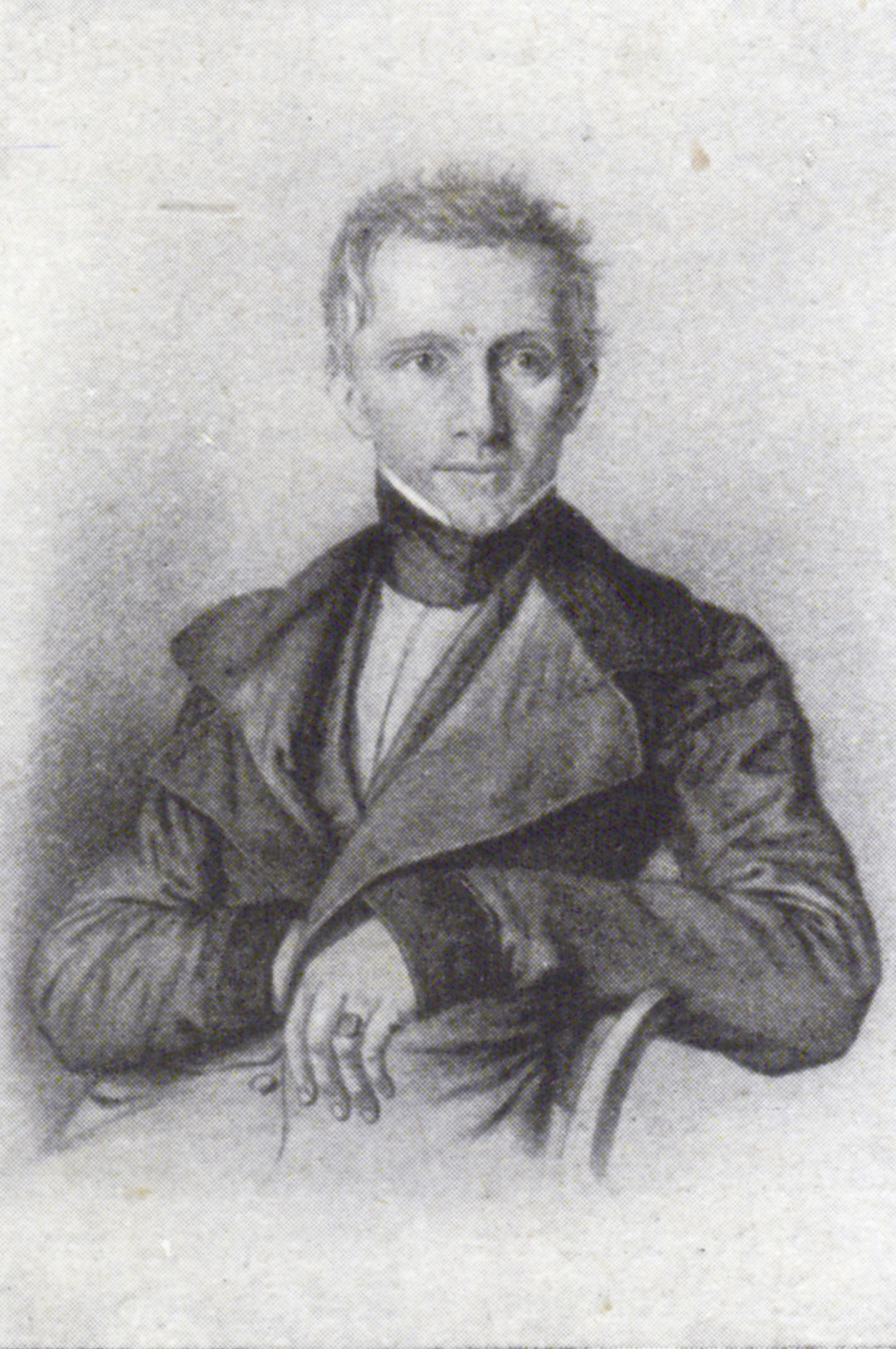
Georg Lempfert

Carl Georg Heinrich Lempfert (* 9. Oktober 1793 in Meldorf; † 9. November 1871 in Preetz) war ein Landvogt in Süderdithmarschen.

## Leben
Georg Lempfert war ein Sohn von Jakob Hinrich Lempfert (* 4. Juli 1753 in Meldorf; † 30. Januar 1828 ebenda) und dessen zweiter Ehefrau Margarethe Friederike Stuhr (* 1770; † 13. Januar 1835 in Preetz). Sein Vater war der Kirchspielvogt der Meldorfer Nordervogtei.
Lempfert trat jung in die dänische Armee ein. Er kämpfte als Sekondeleutnant im Leibregiment der Königin und wurde während der Schlacht bei Sehestedt schwer verletzt. Im Juli 1813 erhielt er hierfür den Dannebrogorden. 1817 endete seine Zeit beim Militär als Premierleutnant in Kopenhagen. Ab dem Sommersemester 1817 studierte er Rechte an der Universität Kiel. 1819 legte er am Glückstädter Obergericht das juristische Staatsexamen mit dem Ersten Charakter ab. Anschließend arbeitete er als Volontär in der Schleswig-Holsteinisch-Lauenburgischen Kanzlei in Kopenhagen. 1823 zog er nach Altona, wo er eine Kanzlei eröffnete. Sein Bruder Johann Michael Friedrich arbeitete hier als Obergerichtsadvokat. Im Folgejahr wurde er zum Senator und gelehrten Ratsverwandten Altonas ernannt, Ende 1830 zum Landvogt von Süderdithmarschen und Inspektor des Kronprinzenkooges. Von Anfang 1831 bis 1858 übernahm er diese Ämter.
Am 16. Juni 1835 heiratete Lempfert Ina Louise Baronesse von Hammerstein, mit der er keine Kinder hatte.

## Wirken
Während des Studiums bekam Lempfert aufgrund eines unfreundlichen Briefes an den Rektor der Kieler Universität eine Karzerstrafe auferlegt. Seitdem galt er als eigenwillige und streitlustige Persönlichkeit. Der Konflikt hatte wohl Anteil daran, dass er nach Studienende nach Altona zog. Als Meldorfer Landvogt setzte er sich für die Idee des Gesamtstaates ein. Er agierte Treu im Sinne des Königs und vertrat bewusst die Zentralgewalt und deren Beamten gegen die Selbstverwaltung der Region. Während seiner Tätigkeit konnten die Täler der Miele- und Süderau entwässert werden. 1845 wurde der Christianskoog eingedeicht, wofür Lempfert zum Dannebrogsmann ernannt wurde. Von 1853 bis 1855 wurde auch der Dieksand eingedeicht.
Lempfert förderte reformerische Tendenzen der Landesversammlung bezüglich des Wahlrechts, die im Rahmen der Verfassungsbewegung aufkamen. Er unterstützte das Ansinnen, dass Kirchspielvögte und Gevollmächtigte nach einem einheitlichen Schema zu wählen seien. Dies sollte ähnlich der 1834 durch den König erlassenen Verordnung über die Wahlen der Ständeversammlung geschehen. Das Wahlrecht in der Region sollte somit  modernisiert werden. 1838 sprach er sich dafür aus, die Wählbarkeit auf Lebensdauer zu beseitigen. Das Recht auf Selbstergänzung konnte 1848 nicht beseitigt werden, da die Schleswig-Holsteinisch-Lauenburgische Kanzlei diese vor der Schleswig-Holsteinischen Erhebung nicht mehr bestätigte.
Während der Erhebung und der Revolution in Deutschland zeigte Lempfert nur wenig persönlichen Einsatz. Gemeinsam mit Jakob Guido Theodor Gülich vertrat er die schleswigsche Ständeversammlung im Vorparlament und pflegte danach Briefwechsel mit Karl Philipp Francke.
Lempfert wollte für den 1. holsteinischen Wahldistrikt (Dithmarschen und Wilstermarsch) für die Konstituierende Nationalversammlung kandidieren. Aus diesem Anlass schrieb er zur Selbstdarstellung über „Die Verfassung Deutschlands. Ein der constituierenden Versammlung zu Frankfurt hiemittelst vorgelegter Entwurf“. Darin schlug er vor, einen demokratischen Bundesstaat zu schaffen, den ein für jeweils zehn Jahre gewählter König führen sollte. Der Staat sollte sich aus Herzogtümern zusammensetzen. Das Herzogtum Holstein sollte neben Holstein aus Schleswig, Lauenburg und den beiden Hansestädten bestehen mit Hamburg als Hauptstadt. Preußen und Österreich sollten aufgelöst und in kleinere Territorien unterteilt werden. In die Schlussbemerkung seiner Schrift fügte er Kautelen ein.
Ob Lempfert seinen absolut unrealistischen Plan tatsächlich ernst meinte, ist nur schwer zu beurteilen. Das Zentralwahlkomitee in Neumünster lehnte seine Kandidatur ab und entschied sich für Hans Reimer Claussen. Später gewann Lempfert das Mandat für den 6. Wahldistrikt (Meldorf). Die Konstituierende Landesversammlung traf sich am 15. August 1848 in Kiel. Bei der zweiten Sitzung beschloss sie das Staatsgrundgesetz für die Herzogtümer.
Lempfert übernahm in der Landesversammlung keine herausragenden Posten und zeigte sich gemäßigt. Er kümmerte schwerpunktmäßig um Gesetzesinitiativen, die zu einer Landreform führen sollten, scheiterte jedoch. Er erkannte, dass er nur wenig Einfluss hatte und resignierte schnell. Nach dem Ende der Erhebung wurde er, wahrscheinlich, da er sich dem Königtum gegenüber als loyal erwiesen hatte, im Juni 1852 im Amt bestätigt. Wenig später legte er den Treueeid ab.
1855 wurde Lempfert zum Konferenzrat ernannt, 1858 wurde er zum Kommandeur des Dannebrog-Ordens befördert. Im selben Jahr schied er aufgrund gesundheitlicher Probleme aus dem Staatsdienst aus. Den Ruhestand verbrachte er in Preetz, wo er sich mit landesgeschichtlich-topographischen Studien beschäftigte, die teilweise veröffentlicht wurden.
Carl Friedrich Hermann Klenze, mit dem Lempfert seit dem gemeinsamen Studium eine lockere Freundschaft verband, schrieb in seinen Memoiren, dass dieser ein exzellenter Beamter gewesen, der als Landvogt nicht die Würdigung bekam, die er verdient gehabt hätte.